# اندیس تنگستن
تنگستن یک اندیس فلزی است که در حوالی شهر شازند استان لرستان قرار دارد و مادهٔ معدنی موجود در آن تنگستن است.  